# Minghaan

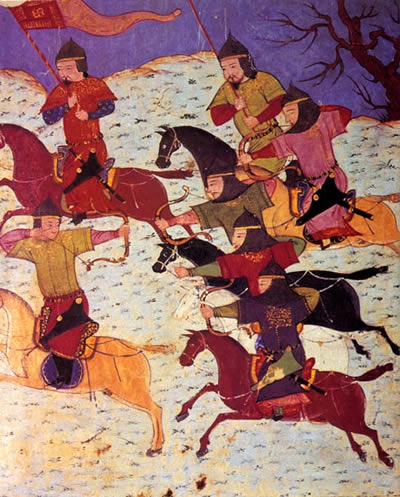
Cavalieri mongoli in una illustrazione medievale.

Il Minghaan era, al tempo della grande espansione mongola, l'unità da mille uomini dell'esercito mongolo, corrispondente alla decima parte di un Tumen.  Anche il Minghaan era diviso in dieci unità più piccole: gli Yagun da cento uomini, a loro volta divisi in dieci Arban.
I comandanti dei Minghaan avevano il rango di Noyan e il loro grado di comando era segnalato da una Paitze d'oro del peso di circa 600 grammi.